# Зубовка (Астраханська область)
Зубовка  (рос. Зубовка) — село у Чорноярському районі Астраханської області Російської Федерації.
Населення становить 1351 особу. Входить до складу муніципального утворення Чорноярська сільрада.

## Історія
Населений пункт розташований на території українського етнічного та культурного краю Жовтий Клин. Від 1928 року належить до Чорноярського району.
Згідно із законом від 6 серпня 2004 року органом місцевого самоврядування до 1 вересня 2016 року було Село Зубовка. Відтак, після його ліквідації, стало підпорядковуватися Чорноярській сільраді.

## Населення
| 2002 | 2010  | 2012  | 2013  | 2014  | 2015  |
| ---- | ----- | ----- | ----- | ----- | ----- |
| 1423 | ↘1352 | ↘1337 | ↗1365 | ↘1358 | ↘1351 |